# Idotea delfini
Idotea delfini är en kräftdjursart som beskrevs av Porter 1903. Idotea delfini ingår i släktet Idotea och familjen tånglöss. Inga underarter finns listade i Catalogue of Life.